# Liogenys spiniventris
Liogenys spiniventris – gatunek chrząszcza z rodziny poświętnikowatych i podrodziny chrabąszczowatych. Endemit Brazylii.

## Taksonomia
Gatunek ten opisany został po raz pierwszy w 1918 roku przez Juliusa Mosera na łamach „Stettiner Entomologische Zeitung”. Jako lokalizację typową wskazano brazylijski stan Bahia. W 2017 roku redeskrypcji gatunku dokonali Mariana Alejandra Cherman i współpracownicy.

## Morfologia
Chrząszcz o ciele długości 12,5 mm i szerokości 6,1 mm, ubarwionym brązowawo z purpurowobrązowym przedpleczem i ceglastymi pokrywami.
Głowa ma oczy rozstawione na prawie dwukrotność swoich szerokości i dziesięcioczłonowe czułki. Wykrojenie krawędzi nadustka jest płytkie, szerokie i ostre; ząbki przednie po jego bokach mają równoległe i krótsze od oka krawędzie zewnętrzne, tworzące kąty proste z wyrostkami bocznymi nadustka, a odległości pomiędzy ząbkami przednimi a wyrostkami bocznymi nadustka są mniejsze od szerokości nasady ząbków. Tak szeroka jak długa warga górna wyposażona jest w poprzeczne żeberko.
Przedplecze ma łysy dysk z rozproszonym i delikatnym punktowaniem, lekko pośrodku wysuniętą krawędź przednią oraz ostre, prawie proste kąty tylne. Tarczka jest ostrołukowata, delikatnie po bokach punktowana. Błyszczące, łyse, ponad trzykrotnie od przedplecza dłuższe pokrywy mają po cztery słabo widoczne żeberka i wyraźnie wyniesiony szew. Na biodrach przednich występują szczecinki. Golenie przedniej pary mają trzy ząbki na krawędzi zewnętrznej, z których nasadowy jest najmniejszy, a środkowy i wierzchołkowy równych rozmiarów. Golenie środkowej pary mają kwadratowy przekrój i niekompletną wierzchołkową z dwóch listewek poprzecznych. Odnóża tylnej pary mają biodra o nasadowej apofizie sięgającej poza zewnętrzną krawędź krętarza oraz golenie o delikatnie rzeźbionym dysku, poprzecznej listewce w tyle niestykającej się z listewką podłużną i równej długości ostrogach. Stopy wszystkich par mają pazurki rozdwojone na ząbki, z których górny jest dłuższy od dolnego, ale tak szeroki jak on.
Odwłok ma wyciągnięte pośrodkowo czwarty i piąty z widocznych sternitów, odsłonięte, nagie propygidium oraz tak szerokie jak długie, niemal trapezowate, wysklepione, tylko w wierzchołkowej części porośnięte szczecinkami, kwadratowe na szczycie pygidium. Genitalia samca mają paramery o części nasadowej węższej niż ich wspólna długość, krawędziach wewnętrznych zbieżnych, a szczycie wrzecionowatym; w widoku bocznym paramery są proste.

## Rozprzestrzenienie
Gatunek neotropikalny, południowoamerykański, endemiczny dla Brazylii, znany tylko ze stanu Bahia.